# Marianna Kiyanovska
Marianna Kiyanovska, née le 17 novembre 1973 à Zhovkva est une poétesse, traductrice, chercheuse littéraire et lauréate du prix national Taras-Chevtchenko 2020 et du Prix littéraire international Zbigniew Herbert 2022 pour le recueil de poèmes The Voices of Babyn Yar. Elle est membre de l'Union nationale des écrivains d'Ukraine et de la PEN Ukraine.

## Biographie

### Études
Marianna Kiyanovska est née le 17 novembre 1973 à Jovkva. Elle est titulaire d'un diplôme en études ukrainiennes de la Université nationale Ivan Franko de Lviv. Elle a co-créé un groupe littéraire entièrement féminin appelé ММЮННА ТУГА, avec Natalka Sniadanko, Mariana Savka et d'autres.

### Carrière
Elle a commencé sa carrière en 1997 avec la publication du recueil de poésie intitulé Reincarnation. Ses écrits ont été inclus dans plusieurs anthologies, almanachs et revues, notamment Svitovyd, Suchasnist`, Suchanist', Chetver, Kuryer Kryvbasu, Kalmius, Literatura na Świecie, Studium, Akcent et Ukraine Quarterly.
Ses écrits ont été inclus dans plusieurs anthologies, almanachs et revues, notamment Svitovyd, Suchasnist`, Suchanist', Chetver, Kuryer Kryvbasu, Kalmius, Literatura na Świecie, Studium, Akcent et Ukraine Quarterly. Elle est coordinatrice du bureau de Lviv de l'Association ukrainienne des écrivains, ainsi que membre de l'Union nationale des écrivains ukrainiens et du PEN Ukraine.
Elle exerce la profession de traductrice et a réalisé des traductions en ukrainien d'œuvres de Salim Babullaoglu, Julian Tuwim, Eugeniusz Tkaczyszyn-Dycki, Adam Wiedemann, Gintaras Grajauskas et Shota Iatashvili.
Ses œuvres sont traduites en dix-huit langues dont l'anglais, l'allemand et l'italien.

## Bourses et récompenses
Elle obtient des bourses du programme polonais « Gaude Polonia » 2003, 2009 et 2016, ainsi qu'une bourse slovène CEI 2007. En 2011, elle est sélectionnée parmi les finalistes pour le prix littéraire Joseph Conrad-Korzeniowski et devient lauréate du Festival international de poésie Laurs de Kiev. Deux ans plus tard, elle reçoit la Médaille polonaise du mérite culturel – Gloria Artis,. En 2020, elle a reçu le prix national Chevtchenko pour le livre de poésie The Voices of Babyn Yar, où elle a prêté sa voix aux victimes juives du massacre de Babi Yar. En 2022, sa traduction polonaise a reçu le Prix européen du poète de la liberté ; plus tard cette année-là, Kiyanovska reçut également le Prix littéraire international Zbigniew Herbert.

## Publications

### Poésie
- Réincarnation (1997),
- Couronne de sonnets (1999),
- Création de mythes (2000),
- Amour et guerre (avec Mariana Savka, 2000),
- Livre d'Adam (2004),
- Langage commun (2005),
- Quelque chose de quotidien (2008),
- Vers EP (2014),
- 373 (2014),
- Lettres de Lituanie/Lettres de Lviv (avec Mariana Savka, 2016)[2]
- Les voix de Babyn Yar[5] (2017)[6]

### Prose
- Chemin le long de la rivière (2008) – histoires[2]

## Voir également
- Liste des poètes de langue ukrainienne.
- Liste des écrivaines ukrainiennes.
- Liste de la littérature ukrainienne traduite en anglais.